# Pepe Garzón
José Alberto Garzón o más conocido como Pepé Garzón es un periodista y narrador deportivo colombiano que trabajó en Deportes RCN (2002-2015), RCN Radio (1995-2019) y Win Sports (2016-2019).
Actualmente es narrador deportivo del Gol Caracol y Blu Radio desde 2019 tras la salida de Javier Fernández Franco que se fue al Canal RCN y Win Sports.